# أندرو إيفرت
أندرو إيفرت (بالإنجليزية: Andrew Everett) هو مصارع محترف أمريكي، ولد في 9 يوليو 1992 في برلنغتون في الولايات المتحدة.

## وصلات خارجية
- أندرو إيفرت على موقع CageMatch worker (الإنجليزية)
- أندرو إيفرت على موقع عالم المصارعة على الإنترنت (الإنجليزية)
- أندرو إيفرت على موقع عالم المصارعة على الإنترنت (الإنجليزية)

- أندرو إيفرت على موقع IMDb (الإنجليزية)
- أندرو إيفرت على موقع قاعدة بيانات الفيلم (الإنجليزية)